# WrestleMania Axxess
WrestleMania Axxess é uma convenção de fãs de wrestling profissional realizada na semana da WrestleMania. O primeiro evento aconteceu em 1988, quando a World Wrestling Federation em associação com The Trump Organization que preparou um pequeno festival para celebrar a WrestleMania IV. Ele incluiu sessões de autógrafos, um brunch, e uma corrida cinco quilômetros; o evento foi realizado novamente em 1989 na WrestleMania V. Em 1992, um festival foi realizado no dia da WrestleMania VIII, que incluiu concurso de lutador sósia da WWF e um torneio pelo jogo de arcade WWF WrestleFest. Em 1993, o WWF realizou uma "Brunch WrestleMania" no dia da WrestleMania IX no Caesars Palace, no decurso da qual Lex Luger atacou Bret Hart. Em 1994, a WWF ofereceu o "Fan Fest" para o fim de semana de WrestleMania X, o que permitiu que os fãs pudessem entrar dentro de um ring da WWF, participar de jogos, conhecer superstars, e comprar produtos da empresa; o evento foi seguido em 1995 com outro "Fan Fest" para WrestleMania XI. Em 1999, a WWF realizou o seu primeiro evento de pré-WrestleMania no sábado a ter lugar em 27 de março de 1999. WrestleMania Rage Party como era conhecido foi televisionado ao vivo pela USA Network de 22:00 às 23:00. O evento era para ser realizado no Centro de Convenções da Pensilvânia. A ideia do evento foi "[...] para celebrar a WrestleMania final do milênio [...]"
No ano seguinte, a WWF realizou a sua primeira Wrestlemania Axxess no Centro de Convenções de Anaheim e desenvolveu a ideia do WrestleMania Rage Party. O evento incluiu sessões de autógrafos e lembranças para homenageados do WWE Hall of Fame. Houve também atividades onde os fãs poderiam entrar um ringue e comentar uma luta de wrestling. Em 2001, a WrestleMania Axxess foi realizada no Reliant Hall que expandiu o evento, acrescentando inúmeras atividades, incluindo áreas onde os participantes poderiam comprar produtos especiais, ver um caminhão de produção e outros veículos especiais da WWE. A partir de 2002, a WrestleMania Axxess seria estendida a um evento de três dias (14 a 16 de março) e realizada na Canadian National Exhibition. O evento de três dias incluiu atividades semelhantes ao do um dia line-up. Em 2007, a WrestleMania Axxess saiu em turnê ao redor das cidades, tanto nos Estados Unidos como no Canadá.
O WWE Fan Axxess Tour foi realizado alguns meses antes da WrestleMania. Os pontos turísticos consistem em grandes cidades nos Estados Unidos e geralmente acontecem em shoppings. Foi fundada e organizada pelo ex-lutador Hillbilly Jim. Os fãs tiveram a sua chance de realizar sua própria entrada com músicas e foi apresentado pela CW Network. Os participantes foram apresentados com a sua escolha de tema musical e foram filmados andando para o ringue. Toda a experiência foi filmada em um DVD como um WWE take-home.
"How Raw Are You?", apresentado pela USA Network, colocou os fãs uns contra os outros em um concurso de perguntas para testar seu conhecimento de 15 anos de história do Raw. "Superstar Ink" permitiu que os fãs fizessem tatuagens retocadas de um superstar da WWE.
Fãs ficaram cara-a-cara no "WWE SmackDown vs. Raw 2008 Challenge" patrocinado pela GameStop, que valia uma réplica do maior título da WWE, o WWE Championship. "Fan Nation Station" mostrou produtos e serviços da WWE, e analisou os feedbacks dos fãs sobre o tour.
Vários WWE Superstars aparecerem em cada parada para cumprimentar os fãs e dar autógrafos.
Lutas do Fan Axxess 2009:
Jimmy Wang Yang e Hurricane Helms derrotaram Curt Hawkins e Zack Ryder